# 世界艶笑文庫
世界艶笑文庫（せかいえんしょうぶんこ）は、紫書房から
1951年（昭和25）から1952年(昭和26）にかけて刊行された翻訳文学等の叢書。
全19巻。四六版、帯付き。

## 一覧
- 『匂える園』（ネフザウイ、松戸淳訳、世界艶笑文庫第1集） 1951
- 『情婦ヒル』（ジョン・クリーランド、松戸淳訳、世界艶笑文庫第2集） 1951
- 『變態性慾心理』（クラフト・エービング、松戸淳訳、世界艶笑文庫第3集） 1951
- 『ガミアニ』（アルフレ・ド・ミュッセ、吉野春樹訳、世界艶笑文庫第4集） 1951
- 『秘話バルカン戦争』（ウイルヘルム・マルテル、松戸淳訳、世界艶笑文庫第5集） 1951
- 『ふろっしい』（A・C・スウインバーン、松戸淳訳、世界艶笑文庫第6集）
- 『中国性史・素女経』（張競生編、中山素輔訳、世界艶笑文庫第7集） 1951
- 『ローレ - ベルリン狂想曲』（ワッテン・リヒター、中野英吾訳、世界艶笑文庫第8集） 1951
- 『おんな色事師』（ダフェルノス、杉益夫訳、世界艶笑文庫第9集） 1951
- 『匂える園 - アラビヤ古性典』（ネフザウイ、田村恒男訳、世界艶笑文庫第10集） 1951
- 『イボンヌ - 恋愛学校の冒険』（マリイ・サキット、高野弘二訳、世界艶笑文庫第11集） 1952
- 『閨房哲学』（マルキ・ド・サド、白石八郎訳、世界艶笑文庫第12集） 1952
- 『艶説楊貴妃』（水上凌三訳、世界艶笑文庫第13集） 1952
- 『船長夜話』（G・B、高野守夫訳、世界艶笑文庫第14集）
- 『ジュリエット』 (マルキ・ド・サド、島田善一郎訳、世界艶笑文庫第15集） 1952
- 『印度のヴイナス』（チャールス・デヴルウ、野村信介訳、世界艶笑文庫第16集） 1952
- 『真情春雨衣』（吾妻雄兎子、世界艶笑文庫第17集） 1952
- 『風流淫婦伝』（デイヴァン・アレタン、藤島夏樹訳、世界艶笑文庫第18集） 1952
- 『品花宝鑑 - 北京玉房奇談』（陳森、秦浩二訳、世界艶笑文庫第19集） 1952